# Wojciech Chrzanowski
Wojciech Chrzanowski (Biskupice, 14 gennaio 1793 – Parigi, 26 febbraio 1861) è stato un generale e cartografo polacco.
In Italia viene particolarmente ricordato per la sua partecipazione alla Prima guerra d'indipendenza italiana ove comandò l'Armata Sarda nella battaglia di Novara.

## Biografia
Wojciech Chrzanowski nacque il 14 gennaio 1793 a Biskupice. 

### In Polonia
Entrò nell'esercito del Ducato di Varsavia (reparto di artiglieria) nel 1810 e nel 1811 entrò nella scuola di artiglieria ed ingegneria; quattro mesi dopo ottenne il grado di sottoluogotenente di 1ª classe. Prese parte nel 1812 alla campagna napoleonica in Russia e diede prova di grande valore nella battaglia di Smolensk, combattendo poi negli scontri di Lipsia, Waterloo e Parigi (1848).
Dopo la sconfitta finale di Napoleone servì nell'esercito reale polacco, venendo promosso tenente nel 1817, ed iniziò a lavorare dal 1822 alla creazione di una mappa dettagliata del regno di Polonia. Prese parte alla guerra russo-turca del 1828 sotto il comando di Hans Karl von Diebitsch e nel gennaio del 1830 venne promosso tenente colonnello. Durante la rivolta di novembre del 1830 divenne capo dello stato maggiore della fortezza di Modlin.
Dopo l'assunzione del generale Skrzynecki a comandante generale dell'esercito polacco, Wojciech Chrzanowski venne nominato colonnello e capo dello stato maggiore principale, contribuendo alla vittoria nelle battaglie di Wawer e Dębe Wielkie. Guidò quindi le operazioni a Kock, Lubartów e Zamość e venne successivamente nominato generale di divisione. Durante un consiglio militare, Chrzanowski prese la parola per sottolineare come fosse inutile e anzi dannoso per la Polonia tentare un'offensiva contro la Russia, ma che invece fosse meglio negoziare; come conseguenza, venne attaccato dai membri della Società Patriottica (Towarzystwo Patriotyczne). Durante la presidenza del generale J. Krukowiecki, Chrzanowski venne nominato governatore di Varsavia dal 18 agosto al 6 settembre 1831, occupandosi della preparazione delle difese della capitale; dopo la capitolazione della città egli rimase in loco e si trovò a dover giurare fedeltà allo zar Nicola I di Russia.

### In Europa
Sul finire del 1831 lasciò la Polonia alla volta della Galizia, da dove emigrò in Francia, supportato dal principe Adam Kazimierz Czartoryski che tentò di farlo passare nell'esercito belga e poi in quello egiziano, ma senza successo. Nel 1836 divenne consigliere del governo britannico in Turchia ove rimase sino al 1841, cercando di modernizzare l'esercito locale.
Tornato a Parigi, Chrzanowski riprese il suo lavoro di mappatura della Polonia su scala 1:300.000, pubblicato in diverse sezioni ogni anno; l'intera mappa, consistente in 48 sezioni totali, venne pubblicata infine per intero a Parigi nel 1859.

### In Italia
Carlo Alberto lo scelse come comandante dell'Armata Sarda nell'agosto del 1848 (sebbene per motivi di prestigio dinastico il comandante generale rimase il sovrano piemontese), prendendo così parte alla seconda fase della Prima guerra d'indipendenza italiana. Chrzanowski giunse in Piemonte nel settembre del 1848 ed il suo compito era quello di riorganizzare l'esercito di modo da sopperire alle problematiche presentatesi già in passato nel combattere l'esercito austriaco, ma in questo non era aiutato dai generali piemontesi, che tendevano a vederlo come uno straniero giunto presso di loro ad insegnare l'arte della guerra. Al momento delle presentazioni le perplessità dilagarono: «era piccolo, grassottello, con il naso che pareva un attaccapanni, occhialetti spessi come un binocolo. Portava un nome impronunciabile e non parlava per nulla l'italiano. Usava il francese con chi era in grado di capirlo, altrimenti si affidava all'interprete. Inevitabile che nel denigrarlo si trovassero tutti d'accordo: tutti quelli che, di settimana in settimana, venivano promossi prima di essere silurati». Dopo il fallimento della guerra, insieme a Gerolamo Ramorino venne accusato di tradimento. Ramorino fu giustiziato, mentre Chrzanowski riparò dapprima in Louisiana e poi a Parigi.

### Morte
Morì a Parigi il 26 febbraio 1861, fu sepolto nel cimitero di Montmartre.

## Opere
Fu autore di diverse pubblicazioni militari in polacco e in francese, tra cui:
- (PL) O wojnie partyzanckiej, 1835.
- (PL) Służba wojskowa w polu, 1836.
- (PL) Rys taktyki zastosowanej piechoty, tudzież manewra wojenne, pułkowe i brygadne, 1857.
- (PL) Opisanie bitwy grochowskiej (PDF), 1909. (postumo)